# Glansbakig veddyngmygga
Glansbakig veddyngmygga (Ectaetia clavipes) är en tvåvingeart som först beskrevs av Friedrich Hermann Loew 1846.  Glansbakig veddyngmygga ingår i släktet Ectaetia och familjen dyngmyggor. Arten är reproducerande i Sverige. Inga underarter finns listade i Catalogue of Life.